# Pierre Boutin
Pour les articles homonymes, voir Boutin.
Pierre Boutin, né le 26 décembre 1821 à Saint-Henri et mort le 3 décembre 1901 à Beauport, est un cultivateur et homme politique québécois.